# Рибарица (Софийска област)
 Тази статия е за селото в Софийска област.  За другото българско село с това име вижте Рибарица (Област Ловеч).  
Рибарица е село в Западна България, Софийска област, община Етрополе.

## География
Селото е разположено в планински район, по южните склонове на Средна Стара планина.
Отстои на 91,3 километра от столицата София и на 1600 метра от общинския център гр. Етрополе.

## Забележителности
На 300 метра южно от Рибарица се намира водопад Варовитец (наричан още Етрополски водопад). Според легенда в пещера в едноименната местност Варовитец е живял св. Иван Рилски, след което се заселва в Рила.
На 100 метра западно от него, в подножието на старопланинския Черни връх,  е построен православният манастир „Света Троица” (известен като Етрополски манастир) на БПЦ. В него възниква и се развива прочутата Етрополска калиграфско-художествена книжовна школа.